# José Luis Bilbao
José Luis Bilbao Menchaca (né le 8 septembre 1921 à Erandio en Biscaye, et mort le 28 janvier 2014 dans la même région), également connu sous le nom de José Luis Bilbao Mentxaka, est un footballeur espagnol qui évoluait au poste d'attaquant.

## Biographie
Surnommé « Bala Negra » (en français : le Ballon Noir), Bilbao commence sa carrière en 1939 avec le club de sa ville natale, la Sociedad Deportiva Erandio Club.
En 1941, Bilbao, joueur rapide et athlétique, signe pour le grand club de la région, l'Athletic Club. Il fait ses débuts avec les Rojiblancos à San Mamés le 12 octobre 1941 lors d'une victoire 1-0 sur le Real Madrid. Il remporte son premier titre majeur la saison suivante avec le championnat d'Espagne 1942-1943 (puis remporte la coupe la même année).
À la fin de la Seconde guerre mondiale, il quitte brièvement le Pays basque pour rejoindre les Anglais de Coventry City pour une saison non officielle en championnat de guerre.
En août 1946, José Luis Bilbao quitte l'Angleterre pour la France et rejoint les Girondins de Bordeaux pour une saison (avec un total de 3 buts inscrits en 17 rencontres), avant de repartir à l'Athletic Club en juin 1947.
Avec l'Athletic Club, il dispute son dernier match le 22 octobre 1950 contre le RCD Español.
En 1951, il signe pour le Real Sporting de Gijón, pour qui il joue durant deux saisons avant de prendre sa retraite en 1953.

## Palmarès
Athletic Club
| - Championnat d'Espagne (1) : - Champion : 1942-43. - Coupe d'Espagne (4) : - Vainqueur : 1942-43, 1943-44, 1944-45 et 1949-50. - Finaliste : 1941-42 et 1948-49. |  | - Coupe Eva Duarte (1) : - Vainqueur : 1950. |